# Critics' Choice Award de melhor filme

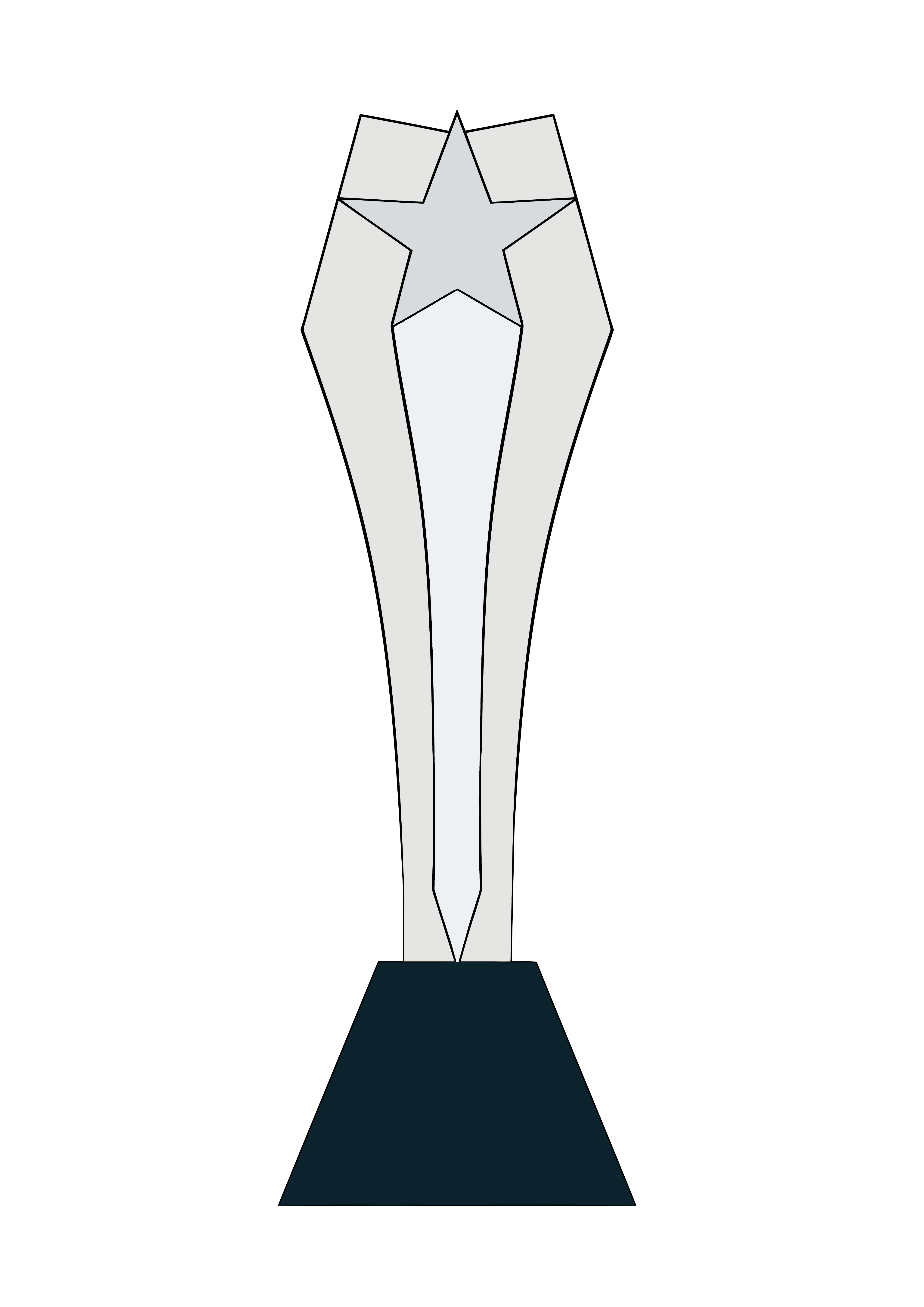
Silhueta estilizada do prêmio Critics' Choice Award

O Broadcast Film Critics Association Award de melhor filme é um dos dezenove prêmios concedidos a pessoas que trabalham na indústria do cinema pela Associação de Críticos de Cinema de Transmissão.

## Vencedores e Indicados

### 1990s
| - 1996: Sense and Sensibility - 1997: Fargo - Big Night - Evita - Hamlet - Jerry Maguire - Lone Star - Shine - The Crucible - The English Patient - The People vs. Larry Flynt - 1998: L.A. Confidential - Amistad - As Good as It Gets - Boogie Nights - Donnie Brasco - Good Will Hunting - The Full Monty - The Wings of the Dove - Titanic - Wag the Dog | - 1999: Saving Private Ryan - A Simple Plan - Elizabeth - Gods and Monsters - La vita è bella (Life is Beautiful) - Out of Sight - Pleasantville - Shakespeare in Love - The Thin Red Line - The Truman Show - 2000: American Beauty - Being John Malkovich - The Cider House Rules - The Green Mile - The Insider - Magnolia - Man on the Moon - The Sixth Sense - The Talented Mr. Ripley - Three Kings |

### 2000s
| - 2001: Gladiator - Almost Famous - Billy Elliot - Cast Away - Wo hu cang long (Crouching Tiger, Hidden Dragon) - Erin Brockovich - Quills - Thirteen Days - Traffic - Wonder Boys - You Can Count on Me - 2002: A Beautiful Mind - Ali - In the Bedroom - The Lord of the Rings: The Fellowship of the Ring - The Man Who Wasn't There - Memento - Moulin Rouge! - Mulholland Drive - The Shipping News - Shrek - 2003: Chicago - About Schmidt - Adaptation. - Catch Me If You Can - Far From Heaven - Gangs of New York - The Hours - The Lord of the Rings: The Two Towers - The Pianist - Road to Perdition - 2004: The Lord of the Rings: The Return of the King - Big Fish - Cold Mountain - Finding Nemo - In America - The Last Samurai - Lost in Translation - Master and Commander: The Far Side of the World - Mystic River - Seabiscuit - 2005: Sideways - The Aviator - Collateral - Eternal Sunshine of the Spotless Mind - Finding Neverland - Hotel Rwanda - Kinsey - Million Dollar Baby - The Phantom of the Opera - Ray | - 2006: Brokeback Mountain - Capote - Cinderella Man - The Constant Gardener - Crash - Good Night, and Good Luck - King Kong - Memoirs of a Geisha - Munich - Walk the Line - 2007: The Departed - Babel - Blood Diamond - Dreamgirls - Letters from Iwo Jima - Little Children - Little Miss Sunshine - Notes on a Scandal - The Queen - United 93 - 2008: No Country for Old Men - American Gangster - Atonement - Le Scaphandre et le papillon (The Diving Bell and the Butterfly) - Into the Wild - Juno - The Kite Runner - Michael Clayton - Sweeney Todd: The Demon Barber of Fleet Street - There Will Be Blood - 2009: Slumdog Millionaire - Changeling - The Curious Case of Benjamin Button - The Dark Knight - Doubt - Frost/Nixon - Milk - The Reader - WALL·E - The Wrestler - 2010: The Hurt Locker - Avatar - An Education - Inglourious Basterds - Invictus - Nine - Precious - A Serious Man - Up - Up in the Air |

### 2010s
| - 2011: The Social Network - 127 Hours - Black Swan - The Fighter - Inception - The King's Speech - The Town - Toy Story 3 - True Grit - Winter's Bone - 2012: The Artist - The Descendants - Drive - Extremely Loud and Incredibly Close - The Help - Hugo - Midnight in Paris - Moneyball - The Tree of Life - War Horse - 2013: Argo - Beasts of the Southern Wild - Django Unchained - Les Misérables - Life of Pi - Lincoln - The Master - Moonrise Kingdom - Silver Linings Playbook - Zero Dark Thirty - 2014: 12 Years a Slave - American Hustle - Captain Phillips - Dallas Buyers Club - Gravity - Her - Inside Llewyn Davis - Nebraska - Saving Mr. Banks - The Wolf of Wall Street - 2015: Boyhood - Birdman or (The Unexpected Virtue of Ignorance) - Gone Girl - The Grand Budapest Hotel - The Imitation Game - Nightcrawler - Selma - The Theory of Everything - Unbroken - Whiplash | - 2016: Spotlight - The Big Short - Bridge of Spies - Brooklyn - Carol - Mad Max: Fury Road - The Martian - The Revenant - Room - Sicario - Star Wars: Episode VII — The Force Awakens - 2017: La La Land - Arrival - Fences - Hacksaw Ridge - Hell or High Water - Lion - Loving - Manchester by the Sea - Moonlight - Sully - 2018: The Shape of Water - The Big Sick - Call Me by Your Name - Darkest Hour - Dunkirk - The Florida Project - Get Out - Lady Bird - The Post - Three Billboards Outside Ebbing, Missouri - 2019: Roma - BlacKkKlansman - Black Panther - The Favourite - First Man - Green Book - If Beale Street Could Talk - Mary Poppins Returns - A Star Is Born - Vice - 2020: Once Upon a Time in Hollywood - 1917 - Ford v Ferrari - The Irishman - Jojo Rabbit - Joker - Little Women - Marriage Story - Gisaengchung (Parasite) - Uncut Gems |

### 2020s
- 2021: Nomadland
  - Da 5 Bloods
  - Ma Rainey's Black Bottom
  - Mank
  - Minari
  - News of the World
  - One Night in Miami...
  - Promising Young Woman
  - Sound of Metal
  - The Trial of the Chicago 7

- 2022: The Power of the Dog [1][2]
  - Belfast
  - CODA
  - Dune
  - King Richard
  - Licorice Pizza
  - Don't Look Up
  - Nightmare Alley
  - West Side Story
  - Tick, Tick... Boom!

- 2023: Everything Everywhere All at Once
  - Avatar: The Way of Water
  - Babylon
  - The Banshees of Inisherin
  - Elvis
  - The Fabelmans
  - Glass Onion: A Knives Out Mystery
  - RRR
  - Tár
  - Top Gun: Maverick
  - Women Talking

- 2024: Oppenheimer [3][4]
  - The Holdovers
  - American Fiction
  - The Color Purple
  - Killers of the Flower Moon
  - Barbie
  - Maestro
  - Saltburn
  - Past Lives
  - Poor Things

- 2025: Anora [5][6]
  - The Brutalist
  - A Complete Unknown
  - Conclave
  - Dune: Part Two
  - Emilia Pérez
  - Nickel Boys
  - Sing Sing
  - The Substance
  - Wicked